# Alan Cottrell
Sir Alan Howard Cottrell, britanski metalurg in fizik, * 17. julij 1919, † 15. februar 2012.
Diplomiral in doktoriral je na Univerzi v Birminghamu, kjer je kasneje postal tudi profesor. V metalurgijo je uvajal spoznanja iz termodinamike in fizike trdnega stanja. Za svoje prispevke k področju metalurgije je prejel več priznanj.

## Nagrade
- Hughesova medalja (1961)
- Medalja Francisca J. Clamerja (1962)
- Zlata medalja Jamesa Douglasa (1974)
- Copleyjeva medalja (1996)